# 石丸博也
石丸 博也（いしまる ひろや、1941年〈昭和16年〉2月12日 - ）は、日本の元声優、元俳優、元ナレーター。宮城県仙台市出身。ぷろだくしょんバオバブ所属。旧芸名は石出 博昭。

## 経歴
宮城県仙台市の青葉城の近く、広瀬川の清流のほとりで誕生。5歳の時に千葉県に疎開する形で転居。戦後に東京都と神奈川県横浜市で育つ。
目黒区立第四中学校（現：目黒区立大鳥中学校）、東京高等学校卒業。芝浦工業大学工学部中退。
中学、高校時代は頭が悪く、大学へ行くために半年くらい予備校に行っていた。しかし、学校の勉強がつまらなく、「エックスがどうした」、「カッコ2乗がなんだ」、「こんなものなんでやってるのかな」と、すごく疑問になってしまった。一方、機械いじりが好きであり、大学受験ではエンジニアを目指して理工系を狙っていたが、失敗。浪人中に映画文化が全盛期で、片岡千恵蔵、中村歌右衛門、石原裕次郎などが人気で「俺も役者になれねぇかなぁ、でも俺じゃ無理だよなあ」、「何かやってみよう」と調べたところ偶々目についた劇団ひまわりの研究生募集に「児童劇団なら、俺みたいなタイプでも入れてもらえるんじゃないだろうか」と応募したのが、芸能界入りのきっかけである。その劇団で「芝居って面白いもんだな」というのを感じていた。ある人物が「役者ってのは日常生活の再現なんだ」と述べており、石丸は「芝居だったら、たとえば1時間とか2時間で30年間の人生を演じるのが役者なんだ」、「そうか、そういう考え方ができるのは面白いな」と思った。演技に関しては学芸会の経験のみだったため、同劇団の研究生になってしばらくは、人前で芝居をするどころか人前に出ることも恥ずかしくなり「役者をやめようか」と悩んでいた時期もあったという。
最初の頃はエキストラに行かされており、当時の時給については、東宝が一番高かったという。そうやって色々なところに遊びに行かせてもらい、日本テレビのテレビドラマ『夫婦百景』の第196回「スーダラ亭主と一等妻」の植木等の息子役で初めて名前のある役を演じる。その現場には付き人だった小松政夫がいたという。そんなことがあるうちに、「役者って日本の祭りの延長線で、お金がもらえる、こんな良い商売はないんじゃないか」と思ってしまった。当時は予備校も行きながら活動していたが、芝居を始めたところ、勉強がバカバカしくなり退学してしまった。親からもらっていた予備校のお金は、劇団の月謝として払っていた。当初は『大江戸捜査網』などのテレビドラマや舞台に出演していたが、それだけでは食べていけず、マネージャーからアルバイトとして声の仕事を紹介され、27歳ぐらいから声優としての活動を始める。当時、暇になると『大江戸捜査網』のプロデューサーの元村武のところへ遊びに行っていた。ある日、元村から「お前、どっちかに決めらんないのか?こんな調子だったら、両方ダメになっちゃうよ?」と言われており、そのひとことがなかったら、声優として活動する石丸はなかったと語る。
声優としては、海外ドラマ『マニックス』で初レギュラーを獲得し、1972年にテレビアニメ『マジンガーZ』の主人公・兜甲児を演じた。
事務所は、劇団ひまわり、劇団太陽、JKプランニング（創立者 日景忠男）、青二プロダクションを経て、ぷろだくしょんバオバブへ所属。
2023年、3月末日をもって引退。理由に関しては石丸本人の「余力があるうちに引退しておきたい」という意向が強かったといい、表立った発表や報道は行われず、同年4月20日に東京府中FMで放送された『ラジonジャッキー』にて、石丸と交友のある音響監督の市来満が関係各所に通達された所属事務所（ぷろだくしょんバオバブ）からの案内を読み上げる形で伝えた。引退後も同事務所には籍を置いており、公式サイトにおけるプロフィールは4月以降、それまでの男性所属者一覧から「Archive（アーカイブ）」の欄に移動している。
引退後の2024年、専属で吹き替えていたジャッキー・チェンを、複数の作品の追加収録および映画『ライド・オン』の日本語吹替版にて「限定復活」という形で担当した。

## 人物・特色
声優業ではアニメ・吹き替えを問わず、幅広い活動を見せる。
役に関しては、オーディションを受けると落ちることが多く指名で起用されることが多いという。青年から老人まで幅広い役を演じるが、持ち役の再演などで比較的若い役を演じる機会が多く、2010年には年相応の役が少なく若い演技をしなくてはならないことに難儀している一面も明かしている。
かつては一連の明朗快活な青年ヒーローも演じていた。
30歳の時に劇団の仲間の女性と結婚。息子と娘がいる。
顔出しはあまり好んでいない。これは昔「声優は表に出るべきじゃない」と教えられたからだという。そのため、2013年に公開された映画『ライジング・ドラゴン』では、人生初の舞台挨拶を行った。なお、他の者が顔出し出演をすることへの抵抗はないという。
ファンに向けての一言を求められた際に「好きなことだったら諦めないで続けてみろ」と答えている。また、自身が声優業を長年続けているのも「好きだから、それしかない」としている。
趣味は野球、囲碁、麻雀、競馬、パチンコ。資格は普通自動車免許。

## エピソード

### 兜甲児
1972年以降、『マジンガーZ』の主人公・兜甲児を演じている。起用はオーディションでなく、当時の音響ディレクターである春日正伸の抜擢だったという。
当初は演技の未熟さから春日に怒られることが多く、石丸は後に「それまでは（声優業を）バイトの感覚でやってたんだけど、（当作で）本当に慣れることができたみたい」と回想している。なお、当時はよくトチるため、「トチマル」と現場で呼ばれていたという。また、石丸自身はこの経験から「俺みたいな下手なやつでも頑張っていると上手くなる」と語っている。共演した大竹宏は、「先輩がアドバイスしたら、それでまたあがっちゃってトチるから、あんまり教えないほうがかえって良かった」と話しており、やっと兜甲児らしくなったのは、4、5本目ぐらいからだったと語っている。
『マジンガーZ』は視聴率20パーセントを越える大ヒット・アニメであったが、放映が始まってしばらく経ってから、ファンレターをくれるようになり、それで「これはヒットしているんだな」と感じることができた。そのうちにファンクラブもでき、一時期は500人ぐらい会員がいた。スタジオに収録に行くと、女の子が待っており、サインは書いたことなかったが「サインしてくれ」と言われたりなどしていたという。
兜甲児は顔は2枚目だが、中身は3枚目で石丸は「2枚目半だ」、と思っていた。あんまり2枚目は得意ではなく、自然と2枚目半になってしまったのかもしれないという。
「ロケットパ〜ンチ!」、「光子力ビィ〜ム!」など技を出す時の叫び声も考えたことあった。脚本を見ても、「ロケットパンチ」としか書いていないことから、「ロケ〜ットパンチ!」にすべきか、「ロケットパ〜ンチ!」にすべきか自分で考えて言っており、それで「ダメだ」と言われたこともなかったという。
長期にわたり演じているが、後年には高齢によりかつての勢いが衰えてきていることを自覚しており交代を望んでいた。そのため、2009年のテレビアニメ『真マジンガー 衝撃! Z編』で赤羽根健治に交代した際は、安堵したという。その後、2018年の劇場アニメ『劇場版 マジンガーZ / INFINITY』では森久保祥太郎が兜甲児を演じ、自身は統合軍指令役として出演。収録の際に森久保から当時のことなどを聞かれたが、「もう忘れちゃったから、君が思うとおりにやりなよ」とエールを送っている。その一方、以降も散発的に石丸が演じる機会は多い。

### ジャッキー・チェンとの関わり
ジャッキー・チェンの専属吹き替え声優（フィックス）としても知られている。ほぼすべての出演作品で吹き替えを担当していることから、「完全に一心同体」「もう一人のジャッキー」と評されることもある。2019年には「同じ声優による同一俳優への吹き替え映画の最多数」としてギネス世界記録に認定された。
初担当は、1981年に放送された『ドランクモンキー 酔拳』。兜甲児と同じく、演出の春日正伸による指名だったという。
石丸はジャッキーの魅力について「魅力もなにも、向こうはスターなんだからさ。本当のスターだよ。たいしたもんだよ。本当にすごい人だと思いますよ」と語っているほか「ジャッキーと共に成長してきた」とコメントしている。演じる際はアクションシーンの声や叫びなども吹き替えることが多く、元（ジャッキー本人）に負けないよう力をこめて収録しているという。
石丸とジャッキーは何度か対面している。初対面は1982年の『スネーキーモンキー 蛇拳』のアフレコスタジオで、当時公開されたばかりだった『ドラゴンロード』のPRで来日していたジャッキーが、石丸を表敬訪問する形だった。その後、1984年放送の『夜のヒットスタジオ』にジャッキーが歌手として出演した時は、石丸がジャッキーの応援で出演した。ジャッキーは、2007年のインタビューで石丸について「彼は僕の表情までうまく吹き替えてくれている。これからもよろしくお願いします！」と絶賛し、大きな信頼を寄せていることを明かしている。
「ラッシュアワー」シリーズの吹き替えで石丸のジャッキーと共演した山寺宏一は「石丸さんのジャッキーはFIXの中のFIXですから！」とその功績を讃え、自身も幼少期に石丸の吹き替えたジャッキー作品をよく観ていたことから「こうやって（石丸のジャッキーと）ご一緒させていただけるとは思っていなかったので、すごく嬉しかったですね」と共演した際の喜びについて振り返っている。
ジャッキーと石丸は多少の年齢差があり（石丸が13歳年上）、50代後半以降のジャッキー作品でのジャッキーはやりやすいと語っている。
好きなジャッキー作品は「みんな好きだよ」と答えている。その一方、ベスト1に『ゴージャス』、苦手な作品に『新宿インシデント』を挙げたこともある。なお、一番思い入れの深い作品は『酔拳』だという。
自身のキャリアについて、ジャッキーが長く活動するおかげで仕事をし続けることができているといい、2014年には「この年になってくると、最後までやれるかなと思って心配になる」と不安を表しつつ「でも、ジャッキーに負けないように頑張ろうかと」と、今後もジャッキーの吹き替えを続けていきたい趣旨の発言をしている。また、2009年ごろから禁煙しており、これについて「ま、ジャッキーの映画やってなかったら吸ってたかもしれないけどさ。(笑)」と語っている。
2020年、「同じ声優による同一俳優への吹替え映画の最多数」としてギネス世界記録に認定された石丸は「これもジャッキー・チェンさんが命を懸けて長い間作品をつくり続けたおかげだ。これからも、体に十分気を付けて頑張ってください。僕も頑張ります！サンキュー、ジャッキー！」とコメントを発表。ジャッキーは「長い間、たくさんの作品で私の声の吹き替えをしていただきありがとうございます。引き続き石丸さんに私の吹き替えを続けていただけるよう、私も素晴らしい映画にたくさん出演し続けていきたいと思っています」とメッセージを贈り、石丸を祝福した。
2023年の引退後も、ジャッキーの吹き替えだけは「限定復活」として複数の作品で続投している。

### その他出演作
『トランスフォーマー』シリーズでは総司令官ロディマスコンボイを演じたが、当時は玩具が発売されていることを知らず、後年のインタビューで初めて知ったという。
1971年のテレビドラマ『復讐の鬼探偵ロングストリート』では、ブルース・リーの吹き替えを一度だけ演じたことがある。
「今後吹き替えを担当してみたい俳優は誰か？」と質問された際にはエディ・マーフィを挙げていた。
日本テレビの番組における視覚障害者のための解説放送（アイパートナー）を、1983年の『火曜サスペンス劇場』以来、2023年3月末で勇退するまで約40年にわたり担当した。担当番組は、『24時間テレビ 「愛は地球を救う」』内のスペシャルドラマや『金曜ロードショー』、テレビアニメ『それいけ!アンパンマン』など。解説時は「この番組の案内役、アイパートナーは私（わたくし）石丸博也でした」の発言でエンディングを飾っていたほか、『それいけ!アンパンマン』では内容に合わせた軽妙なナレーションをつけており、最後は「僕、石丸博也。次回もお楽しみにね！」などと発言していた。

## 後任
石丸の引退前後、持ち役を引き継いだ人物は以下の通り。
| 後任         | キャラクター名             | 概要作品                     | 後任の初担当作品                            |
| ------------ | -------------------------- | ---------------------------- | ------------------------------------------- |
| 森久保祥太郎 | ウルトラマンタロウ         | 「ウルトラシリーズ」         | 『ウルトラギャラクシーファイト 運命の衝突』 |
| 草尾毅       | 解説放送（アイパートナー） | 『それいけ!アンパンマン』    | 2023年4月7日放送回                          |
| 志村知幸     | エリス                     | 『ダイ・ハード』テレビ朝日版 | スターチャンネル追加録音                    |
| 佐々木睦     | 劉思文〈リウ・スーウェン〉 | 『時光代理人 -LINK CLICK-』  | 時光代理人 -LINK CLICK-II                   |

この他に、本来石丸が吹き替えを担当する予定であった『ミュータント・タートルズ:ミュータント・パニック！』のスプリンター役（原語版でジャッキーが演じた）は堀内賢雄が吹き替えを務めた。堀内によると同作は石丸の事務所に連絡した上で堀内にオファーが行ったといい、「少しでも（石丸を）意識してもらえれば」というディレクションもあったという。

## 出演
太字はメインキャラクター。

### テレビアニメ
1971年
- アニメンタリー 決断
- いなかっぺ大将

1972年
- 科学忍者隊ガッチャマン（サブ）
- 樫の木モック（男の子）
- マジンガーZ（1972年 - 1974年、兜甲児）

1973年
- バビル2世

1974年
- 新造人間キャシャーン（ビリー、ミカエル）

1975年
- グレートマジンガー（兜甲児）
- 少年徳川家康（織田信長）
- タイムボカン（弥吉）
- UFOロボ グレンダイザー（1975年 - 1977年、兜甲児）
- 勇者ライディーン（ギルディーン）

1976年
- ドカベン（1976年 - 1978年、清彦、審判、猛司、アナウンサー）
- ポールのミラクル大作戦（ドラム）
- 超電磁ロボ コン・バトラーV（暴走族Z）

1977年
- 家なき子（ポール）
- 一発貫太くん（市村、矢島）
- 恐竜大戦争アイゼンボーグ（村井）
- 超人戦隊バラタック（ディッキー）
- ブロッカー軍団IVマシーンブラスター（アナウンサー）
- ヤッターマン（吾ヒョウ）
- ルパン三世 (TV第2シリーズ)

1978年
- 宇宙戦艦ヤマト2（ナスカ提督）
- 宇宙魔神ダイケンゴー（1978年 - 1979年、ライガー）
- SF西遊記スタージンガー（1978年 - 1979年、クーゴ）
- 新・巨人の星（観客）
- 宝島（1978年 - 1979年）
- 闘将ダイモス（ハレック）
- 未来少年コナン（オーロ）
- 無敵超人ザンボット3（避難民）

1979年
- アニメーション紀行 マルコ・ポーロの冒険（コガタイ）
- 円卓の騎士物語 燃えろアーサー（ルカ）
- 怪盗ルパン813の謎（マルコ）
- ゼンダマン（アダム、ロロ）
- 闘士ゴーディアン（ポール）
- 未来ロボ ダルタニアス（サブ）
- 科学忍者隊ガッチャマンII（カイザー）

1980年
- あしたのジョー2
- 銀河鉄道999（ジェロニモ、ロッサ）
- ベルサイユのばら
- 燃えろアーサー 白馬の王子（エルテス）
- 釣りキチ三平（真吾）

1981年
- おはよう!スパンク
- 最強ロボ ダイオージャ（1981年 - 1982年、デューク・スケード）
- 太陽の使者 鉄人28号（ケン）
- 鉄腕アトム（第2作）（アブーラ）
- ブレーメン4 地獄の中の天使たち（アレグロ）
- 六神合体ゴッドマーズ（1981年 - 1982年、飛鳥ケンジ）
- ほえろブンブン

1982年
- ゲームセンターあらし（アーサージュニア）
- 戦闘メカ ザブングル（アコン）
- 逆転イッパツマン（石坂営業部員）
- 太陽の子エステバン（グルーチョ隊長、ユパンキ）
- プロゴルファー猿（テレビスペシャル）（剣崎）

1983年
- 機甲創世記モスピーダ（シモン）
- さすがの猿飛（教頭〈2代目〉、アル）

1984年
- OKAWARI-BOY スターザンS（夢野邦男）
- ゴッドマジンガー（ギロン）
- よろしくメカドック（中村一路）

1985年
- おねがい!サミアどん
- キャッツ♥アイ（坂井）
- 超獣機神ダンクーガ（葉月孝太郎）
- 超力ロボ ガラット（ガンダー）

1986年
- ボスコアドベンチャー（1986年 - 1987年、タッティ）

1987年
- エスパー魔美（任紀高志）
- シティーハンター（男）
- トランスフォーマー ザ☆ヘッドマスターズ（ロディマスコンボイ / ホットロディマス〈ロディマス〉）

1989年
- シティーハンター2（デビッド・クライブ）
- ジャングルブック・少年モーグリ（1989年 - 1990年、バギーラ）

1990年
- NG騎士ラムネ&40（ゴックン、ナンゴック）
- からくり剣豪伝ムサシロード（バイケン）
- 平成天才バカボン（モク山）

1991年
- 美味しんぼ（室野寛也）
- OH!MYコンブ（常夏ゆうぞう）
- それいけ!アンパンマン（あきかんまん〈初代〉）
- RPG伝説ヘポイ（ケラクレス）
- 笑ゥせぇるすまん（上木四郎）

1992年
- 宇宙の騎士テッカマンブレード（ノアルの父）
- 妖精ディック（アンの父親）

1994年
- 七つの海のティコ（ゲイル）

1996年
- 快傑ゾロ（トーマス）

1997年
- 金田一少年の事件簿（1997年 - 1998年、冬木倫太郎、八木清）

1998年
- 吸血姫美夕（神魔・幻汰）

1999年
- ∀ガンダム（マリガン中佐、アグリッパ・メンテナー）
- 天使になるもんっ!（警備隊員）

2000年
- クレヨンしんちゃん（おとり捜査官A）
- 幻想魔伝 最遊記（清一色）

2001年
- ノワール（マドラン）
- バビル2世（2001年版）（バビル1世）
- PROJECT ARMS（キース・ブルー）

2002年
- アソボット戦記五九（城主）
- 魔王ダンテ（ナレーション、神）

2003年
- アストロボーイ・鉄腕アトム（グスタフ）
- 犬夜叉（トカゲ妖怪）
- ガンパレード・マーチ 〜新たなる行軍歌〜（食堂の親父）
- キノの旅 -the Beautiful World-（催眠術師）
- 京極夏彦 巷説百物語（笹森）
- 神魂合体ゴーダンナー!!（2003年 - 2004年、神父、校長、滝川、ナレーション、葵竜也）
- ポケットモンスター アドバンスジェネレーション（ヌマタ老人）

2004年
- かいけつゾロリ（モジャラ団長）
- 今日からマ王!（アルフォードの父）
- Get Ride! アムドライバー（ジャン・ピエール・ジノベゼ）
- ポケットモンスター サイドストーリー（シゲオ）

2006年
- 史上最強の弟子ケンイチ（アパチャイ・ホパチャイ）
- マジカノ（ネコぱんつ）

2008年
- 銀魂（龍〈ドラゴン〉隊長）
- スケアクロウマン（ダニー）
- 全力ウサギ（シショウさん）
- モノクローム・ファクター（立山龍三）

2009年
- ケロロ軍曹（パイロット）

2010年
- 祝福のカンパネラ（ファビウス・ベルリッティ）

2011年
- Dororonえん魔くん メ〜ラめら（面食い）
- へうげもの（羽柴秀長〈豊臣秀長〉）

2012年
- イクシオン サーガ DT（父親）

2013年
- サザエさん（2013年 - 2022年、星の父、涼介の父）
- 東京レイヴンズ（天海大善）

2016年
- ONE PIECE（2016年 - 2023年、光月おでん）

2017年
- 名探偵コナン（高見達人）
- プリンセス・プリンシパル（ベアトリス〈変声時〉）

2018年
- 鬼灯の冷徹（守鶴）

2022年
- ポプテピピック TVアニメーション作品第二シリーズ（ポプ子〈第4話Bパート〉）

### 劇場アニメ
1973年
- マジンガーZ対デビルマン（兜甲児）

1974年
- マジンガーZ対暗黒大将軍（兜甲児）

1976年
- UFOロボ グレンダイザー対グレートマジンガー（兜甲児）
- グレンダイザー ゲッターロボG グレートマジンガー 決戦! 大海獣（兜甲児）※「石丸博世」とクレジット

1980年
- 家なき子（ボブ）
- がんばれ!! タブチくん!! 第2弾 激闘ペナントレース!!
- がんばれ!! タブチくん!! 初笑い第3弾 あゝツッパリ人生!!
- 地球へ…（サム・ヒューストン）

1981年
- あしたのジョー2

1982年
- 六神合体ゴッドマーズ（飛鳥ケンジ）

1988年
- 銀河英雄伝説 わが征くは星の大海（シュタインメッツ）

1990年
- シティーハンター 百万ドルの陰謀（ダグラス）

1992年
- リトルツインズ ぼくらの夏が飛んでいく（トッテム）

1993年
- 銀河英雄伝説 新たなる戦いの序曲（シュタインメッツ）

1994年
- ドラえもん のび太と夢幻三剣士（竜）

1999年
- デジモンアドベンチャー（太一の父）

2002年
- ∀ガンダム II 月光蝶（アグリッパ・メンテナー）

2003年
- クレヨンしんちゃん 嵐を呼ぶ 栄光のヤキニクロード（白衣の男）
- 東京ゴッドファーザーズ（泰男）

2018年
- 劇場版 マジンガーZ / INFINITY（統合軍司令）

### OVA
1986年
- 超獣機神ダンクーガ 失われた者たちへの鎮魂歌（葉月孝太郎）

1987年
- ダーティペア（マクマーフィー）

1988年
- 孔雀王（王仁丸）

1989年
- 銀河英雄伝説（シュタインメッツ）
- 恋子の毎日（サブ）
- 手天童子（鬼谷）

1990年
- OL改造講座
- ころがし涼太（高尾涼太）
- 少年アシベ（父ちゃん〈初代〉）
- 電脳都市OEDO808（センゴク〈千石旬介〉）

1991年
- 柔道部物語（斉藤）

1992年
- 世界の光 親鸞聖人（聖覚法印）
- リトルツインズ（トッテム）

1998年
- 支配者の黄昏 TWILIGHT OF THE DARK MASTER（澄枯）

2000年
- sin THE MOVIE（ジョン・クリストファー・アーマック）

2001年
- マジンカイザー（2001年 - 2003年、兜甲児） - 2作品

2010年
- 仮面ライダー電王 コレクションDVD「イマジンあにめ3」（ウルトラマンタロス）

2012年
- 史上最強の弟子ケンイチ（2012年 - 2014年、アパチャイ・ホパチャイ） - 単行本第46・47・49・53 - 56巻特装版付属DVD

### ゲーム
1991年
- 電脳都市OEDO808 獣の属性（センゴク〈千石旬介〉）

1992年
- 横山光輝 真・三国志（劉備玄徳）

1993年
- 悪魔城ドラキュラX 血の輪廻（ドラキュラ伯爵）
- イースIV The Dawn of Ys（デュレン）

1994年
- マジンガーZ（兜甲児）※アーケード版

1995年
- スーパーボンバーマン ぱにっくボンバーW
- メタルファイター♥MIKU（ナレーション）

1996年
- スーパーロボット大戦シリーズ（1996年 - 2025年、兜甲児） - 17作品

1997年
- スーパーロボットシューティング（兜甲児）
- スーパーロボット大戦F（兜甲児、葉月孝太郎）
- 鉄拳3（レイ・ウーロン）

1998年
- エアガイツ（増田光司）

1999年
- ダイナミックロボット大戦（兜甲児）
- 鉄拳タッグトーナメント（レイ・ウーロン）

2000年
- さらば宇宙戦艦ヤマト 愛の戦士たち（ナスカ）

2001年
- スーパーロボット大戦α外伝（兜甲児、アグリッパ・メンテナー）
- 鉄拳4（レイ・ウーロン）

2002年
- スーパーロボット大戦IMPACT（兜甲児、葉月孝太郎）

2003年
- SUNRISE WORLD WAR Fromサンライズ英雄譚（スケード）
- 第2次スーパーロボット大戦α（兜甲児、ガーニー・ハレック）

2004年
- 神魂合体ゴーダンナー!!（葵竜也）
- スーパーロボット大戦GC / XO（2004年 - 2005年、兜甲児、葉月孝太郎、デューク・スケード） - 2作品
- 鉄拳5（レイ・ウーロン）

2006年
- 山佐DigiワールドSP 燃えよ! 功夫淑女（玄天竜王）

2007年
- 悪魔城ドラキュラ Xクロニクル（ドラキュラ伯爵）
- 史上最強の弟子ケンイチ 激闘!ラグナレク八拳豪（アパチャイ・ホパチャイ）
- 鉄拳6（レイ・ウーロン）
- ファイナルファンタジーIV（エッジ〈エドワード・ジェラルダイン〉）※DS版

2008年
- クレヨンしんちゃん 嵐を呼ぶ シネマランド カチンコガチンコ大活劇!

2010年
- Just Cause 2（トム・シェルドン）
- 祝福のカンパネラ Portable（ファビウス・ベルリッティ）
- 街スベリ（トビオ）

2011年
- 第2次スーパーロボット大戦Z 破界篇 / 再世篇（2011年 - 2012年、飛鳥ケンジ） - 2作品
- 鉄拳タッグトーナメント2（レイ・ウーロン）

2012年
- 真剣で私に恋しなさい!!R（ルー師範代）
- ストリートファイター X 鉄拳（レイ）

2014年
- クレヨンしんちゃん 嵐を呼ぶ カスカベ映画スターズ!（カリピー）
- スーパーヒーロージェネレーション（ウルトラマンタロウ）
- 第3次スーパーロボット大戦Z 時獄篇 / 天獄篇（2014年 - 2015年、飛鳥ケンジ） - 2作品

2015年
- ロストヒーローズ BONUS EDITION（ウルトラマンタロウ）

2016年
- ウルトラマン フュージョンファイト!（ウルトラマンタロウ）
- ジャストコーズ3（トム・シェルドン）

2017年
- ディシディア ファイナルファンタジー オペラオムニア（エッジ）

2018年
- 鉄拳7（レイ・ウーロン） - DLC用追加キャラクター

2019年
- ポプテピピック++ 〜ポプ子ピピ美の友情大作戦〜（ポプ子）

2020年
- ONE PIECE 海賊無双4（光月おでん） - DLC追加キャラクター
- ONE PIECE トレジャークルーズ（光月おでん）

2022年
- ライブアライブ（心山拳老師）

### ドラマCD・カセット
- アニメイトカセットコレクション 超獣機神ダンクーガ（葉月博士）
- G線上の魔王 サウンドドラマ-償いの章- 第一巻（時田彰浩）
- 北欧神話・伝説シリーズ（トール）
- マジカノ 7巻付録ドラマCD「魔女の森のリンゴ狩り」（ネコぱんつ）
- まほらば（ジャック）

### 吹き替え

#### 担当俳優
- ジャッキー・チェン

ジャッキー・チェン出演映画では、以下の作品を担当（放送局バージョン違いなども含む）。通常では有名俳優のカメオ出演などの際には吹き替えはフィックスとは別の俳優・声優が担当することが多いが、石丸=ジャッキーは出番の長さにかかわらず、踏襲される場合が多い。テレビで放送される主演作は、初回放送時から全て石丸が担当し、一部のビデオ作品や通販番組の出演を除き劇場公開作品も同様に担当している。ジャッキーが声を演じたアニメ作品でも、日本語版で同じ役には石丸が配役される（ただし『レゴニンジャゴー ザ・ムービー』のウー先生役など、一部例外もある）。
テレビ音源が現存していないため、一部のソフト商品は個人の録画テープより収録している。1970、1980年代の作品に多く、劣悪な音質なものや初放送分よりも音源がカットされている作品も少なからず存在する。
バージョンについては、テレビで初公開されたものは初放送時のテレビ局名、ソフトで初公開されたものは初発売時の媒体で表記する。
| 作品名                                      | バージョン                                                                   | DVD・BD収録 | 備考 |
| ------------------------------------------- | ---------------------------------------------------------------------------- | ----------- | --- |
| スネーキー・モンキー/蛇拳                   | フジテレビ版                                                                 | ○           | 『ゴールデン洋画劇場』にて初放送。ソフト収録は2013/12/20発売の「『ドランク・モンキー/酔拳』『スネーキー・モンキー/蛇拳』 製作35周年記念 HDデジタル・リマスター版 ブルーレイBOX」の特典ボーナスディスクのみ。放送前ワイドショーにて、映画の宣伝のため来日したジャッキー・チェン自身が録音スタジオに来訪し、自身をアフレコ、石丸や小松と対面している場面が放送されている。ジャッキーアフレコ部分はマスコミ用のお遊びであるため本編には使われていない。なお、マスターテープが紛失しており、個人録画より吹き替えを調達している。初回放送は93分版で、収録されているバージョンは89分版のため、一部の音声が収録されていない。 |
| ドランク・モンキー/酔拳                     | フジテレビ版                                                                 | ○           | 『ゴールデン洋画劇場』にて初放送。石丸がジャッキーの吹き替えを初めて担当した作品。ソフト収録は2013/12/20発売の「『ドランク・モンキー/酔拳』『スネーキー・モンキー/蛇拳』 製作35周年記念 HDデジタル・リマスター版 ブルーレイBOX」の特典ボーナスディスクのみ。初期の頃に数回だけ放送された分には、食堂の店主に暴行を加えるシーンがあるが、後にカットされた。なお、食堂のシーンの一部（約30秒間）が、度重なる再放送でマスターテープが欠落してしまい、該当するシーンがカットされている |
| ドランク・モンキー/酔拳                     | テレビ東京版                                                                 | ○           | 『木曜洋画劇場』にて初放送。ソフト収録は2007/08/29発売「酔拳 日本語吹替収録版DVD」と2013/12/20発売の「『ドランク・モンキー/酔拳』『スネーキー・モンキー/蛇拳』 製作35周年記念 HDデジタル・リマスター版 ブルーレイBOX」のみ。テレビ放送時にカットされたシーンをノーカット追加収録している。 |
| 拳精                                        | TBS版                                                                        | ○           | 『月曜ロードショー』にて初放送。ソフト収録はBDと2012/12/07発売の「拳精 日本語吹替収録版DVD」のみ。劇場公開時の主題歌「CHINA GIRL」を挿入している。初めてフジテレビ以外で製作された石丸ジャッキー作品。 |
| 拳精                                        | BS松竹東急版                                                                 | ×           | 『よる8銀座シネマ』にて放送。上記の吹替版の放送当時カットされた部分に追加収録を行い『吹替完全版』として放送したもの。 |
| クレージー・モンキー/笑拳                   | 日本テレビ版                                                                 | ○           | 『水曜ロードショー』にて初放送。ソフト収録はBDと2012/12/07発売の「笑拳 日本語吹替収録版DVD」のみ。劇場公開時の主題歌「CRAZY MONKEY」と「MONKEY MAN」を挿入している。 |
| クレージー・モンキー/笑拳                   | BS松竹東急版                                                                 | ×           | 『よる8銀座シネマ』にて放送。上記の吹替版の放送当時カットされた部分に追加収録を行い『吹替完全版』として放送したもの。 |
| 少林寺木人拳                                | TBS版                                                                        | ○           | 『月曜ロードショー』にて初放送。ソフト収録はBDと2012/12/07発売の「少林寺木人拳 日本語吹替収録版DVD」のみ。劇場公開時の主題歌「ミラクル・ガイ」を挿入している。なお、吹替バージョンは2種類存在する。旧版は主人公が「だんまり」と呼ばれるバージョンだが、後に「だんまり」というキーワードが放送禁止用語に指定されたため差し替えが必要となった。そのため新版が製作され、そのバージョンでは「小僧」という名前になっている。他のセリフなども一部のみ若干変更されている。 |
| 少林寺木人拳                                | BS松竹東急版                                                                 | ×           | 『よる8銀座シネマ』にて放送。上記の吹替版の放送当時カットされた部分に追加収録を行い『吹替完全版』として放送したもの。 |
| ファイナル・ドラゴン                        | BD版                                                                         | ○           | ソフト収録はBDのみ。テレビ放送版吹替が存在していなかったため、ブルーレイ化で初めて新規録音された。 |
| ヤング・マスター/師弟出馬                   | フジテレビ版                                                                 | ○           | 『ゴールデン洋画劇場』にて初放送。ソフト収録は「ヤング・マスター/師弟出馬 エクストリーム・エディション Blu-ray」のみ。日本公開版を基に製作されている。 |
| ヤング・マスター/師弟出馬                   | BD版                                                                         | ○           | ソフト収録は2015/04/28発売の「ヤング・マスター 新録日本語吹替版/インターナショナル版DVD」のみ。香港公開版を基に製作されている。 |
| ジャッキー・チェンの秘龍拳/少林門           | TBS版                                                                        | ○           | ソフト収録はBDと2013/12/13発売の「ジャッキー・チェンの秘龍拳/少林門 日本語吹替収録版DVD」のみ。また、本作では準主役だったジャッキーを、あたかも主演のように編集しているため、本来の主演のレオン・タンのシーンは多くカットされている。 |
| ジャッキー・チェンの必殺鉄指拳              | TBS版                                                                        | ○           | FILMEDIA CORPより2007/04/23に発売されたDVDに収録。後にパラマウントから2014/08/06に発売されたBDにも特典として収録。またテレビ放送時には本編が短かったため、一部の拳シリーズ映像を再編集したものに石丸がナレーションを入れたものが本編後穴埋めとして放送された。米国公開版を基に製作されている。 |
| ジャッキー・チェンの必殺鉄指拳              | BD版                                                                         | ○           | ソフト収録はBDのみ。中国公開版を基に製作されている。 |
| バトルクリーク・ブロー                      | フジテレビ版                                                                 | ○           | 『ゴールデン洋画劇場』にて初放送。ユニバーサルのDVD「最強香港電影大全」に当初収録予定であったが、結局未収録となったが、2013/08/09に発売されたBDに収録された。「バトルクリーク・ブロー 日本語吹替収録版DVD」にも収録されている。 |
| 龍拳                                        | フジテレビ版                                                                 | ○           | 『ゴールデン洋画劇場』にて初放送。ソフト収録はBDと2012/12/07発売の「龍拳 日本語吹替収録版DVD」のみ。劇場公開時の主題歌「DRAGON FIST」と「DO OR DIE」を挿入している。また、声優による吹き替えミスが一部あったため、後に該当する部分はカットされた。 |
| 龍拳                                        | ビデオ・LD版（日本ビデオ映像社）                                             | ×           | 初めてビデオ用に製作された吹き替え版（テレビ初放送と時期が近いため、石丸は数か月の間に龍拳を2度吹き替えたことになる）。 |
| 龍拳                                        | BS松竹東急版                                                                 | ×           | 『よる8銀座シネマ』にて放送。上記の吹替版の放送当時カットされた部分に追加収録を行い『吹替完全版』として放送したもの。 |
| 蛇鶴八拳                                    | TBS版                                                                        | ○           | 『正月特番ロードショー』にて初放送。深夜枠放映。ソフト収録はBDと2012/12/07発売の「蛇鶴八拳 日本語吹替収録版DVD」のみ。劇場公開時の主題歌「デンジャラス・アイズ」を挿入している。なお、再放送が少なかったためマスターテープが現存しておらず、個人録画より吹き替えを調達しているため、音質が悪い。 |
| 蛇鶴八拳                                    | BS松竹東急版                                                                 | ×           | 『よる8銀座シネマ』にて放送。上記の吹替版の放送当時カットされた部分に追加収録を行い『吹替完全版』として放送したもの。 |
| キャノンボール                              | フジテレビ版                                                                 | ○           | 『ゴールデン洋画劇場』にて初放送。パイオニアより発売されたDVD以外のDVD・BDにはすべて収録。 |
| キャノンボール                              | テレビ朝日版                                                                 | ○           | 『日曜洋画劇場』にて初放送。パラマウントから2014/11/26に発売された「キャノンボール エクストリーム・エディション Blu-ray」にのみ収録。 |
| キャノンボール                              | WOWOW版                                                                      | ×           | フジテレビ版の放送当時カットされた部分に追加収録を行い『吹替補完版』として放送したもの。 |
| キャノンボール2                             | テレビ朝日版                                                                 | ×           | 2012/10/12発売予定の「キャノンボール1＆2BDセット」に収録予定だったが、商品自体が発売中止になった。 |
| ジャッキー・チェンの飛龍神拳                | テレビ東京版                                                                 | ○           | 『木曜洋画劇場』にて初放送。「飛び出すジャッキー・チェン 飛龍神拳」の題名で発売されたビデオ、LDには収録されている。 2013/12/13発売の「ジャッキー・チェンの飛龍神拳 日本語吹替収録版DVD」にも収録された。BDにも収録されている。 |
| カンニング・モンキー 天中拳                 | フジテレビ版                                                                 | ○           | 『ゴールデン洋画劇場』にて初放送。ソフト収録はBDと2012/12/07発売の「天中拳 日本語吹替収録版DVD」のみ。劇場公開時の主題歌「CUNNING MONKEY」を挿入している。 |
| カンニング・モンキー 天中拳                 | BS松竹東急版                                                                 | ×           | 『よる8銀座シネマ』にて放送。上記の吹替版の放送当時カットされた部分に追加収録を行い『吹替完全版』として放送したもの。 |
| ドラゴン特攻隊                              | 日本テレビ版                                                                 | ○           | 『水曜ロードショー』にて初放送。テレビ放送時、副音声では日本公開版のBGMに中国語音声を使用していた。ソフト収録は2014/08/06に発売されたBDにのみ。 |
| ドラゴン特攻隊                              | DVD版                                                                        | ○           | FILMEDIA CORPより2012/01/20に発売されたDVDに収録。後にパラマウントから2014/08/06に発売されたBDにも収録。なお、ラストバトルに「デンジャー・ラブ」が流れる。 |
| ドラゴンロード                              | フジテレビ版                                                                 | ○           | 『ゴールデン洋画劇場』にて初放送。ソフト収録はBDと2012/12/07発売の「ドラゴンロード 日本語吹替収録版DVD」のみ。日本公開版を基に製作されている。 |
| ドラゴンロード                              | BD版                                                                         | ○           | 「ドラゴンロード エクストリーム・エディション Blu-ray」にのみ収録。香港公開版を基に製作されている。なお、ゴールデン・ポイント争奪戦のシーンにてイメージソング「DRAGON LORD」が流れる。 |
| 五福星                                      | フジテレビ版                                                                 | ○           | 『ゴールデン洋画劇場』にて初放送。ソフト収録はBDと2012/12/07発売の「五福星 日本語吹替収録版DVD」のみ。劇場公開時には、宣伝のため来日したジャッキー・チェンとフジテレビの歌番組で共演し、その場で石丸が即興で『五福星』本編の取り調べシーンのジャッキーをアテレコした。 |
| 五福星                                      | WOWOW版                                                                      | ×           | 上記の吹替版の放送当時カットされた部分に追加収録を行い『吹替補完版』として放送したもの。 |
| 成龍拳                                      | TBS版                                                                        | ○           | 『月曜ロードショー』にて初放送。ソフト収録はBDと2013/12/13発売の「成龍拳 日本語吹替収録版DVD」のみ。 |
| 成龍拳                                      | BS松竹東急版                                                                 | ×           | 『よる8銀座シネマ』にて放送。上記の吹替版の放送当時カットされた部分に追加収録を行い『吹替完全版』として放送したもの。 |
| プロジェクトA                               | テレビ朝日版                                                                 | ○           | 『日曜洋画劇場』にて初放送。1987年正月1作目としてノーカット放送後、再放送は2時間枠にカットされ、フジテレビで頻繁にリピートされた。ユニバーサルより発売のDVD、パラマウントより2010/12/17に発売されたDVDには2時間枠版が収録。BDと2012/12/07発売の「プロジェクトA 日本語吹替収録版DVD」には初放送ノーカット版が収録（しかしBDではNG集冒頭の石丸のセリフはカットされているが「プロジェクトA 日本語吹替収録版DVD」では収録されている。） |
| プロジェクトA                               | WOWOW版                                                                      | ○           | 初放送の際、ED曲をファン歌唱のものと差し替えて放送した。ソフト収録は2014/11/26発売の「プロジェクトA エクストリーム・エディション Blu-ray」のみ。 |
| スパルタンX                                 | フジテレビ版                                                                 | ○           | 『ゴールデン洋画劇場』にて初放送。日本語音声は香港版BGM、副音声は日本公開版の英語吹き替えで放送。ソフト収録は2014/11/26発売の「スパルタンX エクストリーム・エディション Blu-ray」のみ。日本公開版を基に製作されている。 |
| スパルタンX                                 | DVD・BD版                                                                    | ○           | ソフト収録はBDと2012/12/07発売の「スパルタンX 日本語吹替収録版DVD」のみ。日本公開版BGMで収録。香港公開版を基に製作されている。 |
| ファースト・ミッション                      | TBS版                                                                        | ○           | 『春休み特別ロードショー』にて初放送。BDとプレミアム・エディションDVDに収録されている。 |
| プロテクター                                | フジテレビ版                                                                 | ○           | 『ゴールデン洋画劇場』にて初放送。日本公開版を元に作られている。ソフト収録は2014/11/26発売の「プロテクター エクストリーム・エディション Blu-ray」のみ。 |
| プロテクター                                | DVD・BD版                                                                    | ○           | ソフト収録はBDと2012/12/07発売の「プロテクター 日本語吹替収録版DVD」のみ。北米公開版を元に作られている。 |
| ポリス・ストーリー/香港国際警察             | フジテレビ版                                                                 | ○           | 『ゴールデン洋画劇場』にて初放送。正味90分弱、音楽総入れ替えの国際版をベースに作られたため、香港公開版(100分)を収録しているDVD・BDでは吹替えの欠落部分が多い。また国際版のみにセリーナが録音機のボタンを押す2、3秒のシーンが挿入されており、そのシーンにおいてセリーナ役の榊原良子の声が一瞬入っているが、すべてのDVD・BDは香港公開版or日本公開版を収録しているためにカットされている。 |
| ポリス・ストーリー/香港国際警察             | テレビ朝日版                                                                 | ×           | 『日曜洋画劇場』にて初放送。日本公開版を基に製作されている。そのため、BGMも日本公開版のものが使用されている。 |
| ポリス・ストーリー/香港国際警察             | フジテレビ・テレビ東京版                                                     | ×           | 『木曜洋画劇場』にて初放送。香港公開版の映像にフジテレビ版を合わせ、吹き替えの存在しない部分の「一部」を追加収録したもの（フジテレビ・BD版ver.1とは別物）。なお吹き替えの存在するシーンでもシーンの繋がり上、再録している部分がある。フジテレビ版に存在していた「セリーナが録音機のボタンを押すシーン」はカットされている。 |
| ポリス・ストーリー/香港国際警察             | フジテレビ・BD版ver.1                                                        | ○           | 2012/12/07発売の「ポリス・ストーリーBD アルティメット・エディション」のみ収録。「香港公開版」の映像にフジテレビ版を合わせ、吹き替えの存在しない部分「全部」を追加収録したもの(フジテレビ・テレビ東京版とは別物)。フジテレビ版に存在していた「セリーナが録音機のボタンを押すシーン」はカットされている。 |
| ポリス・ストーリー/香港国際警察             | フジテレビ・BD版ver.2                                                        | ○           | 2012/12/07発売の「ポリス・ストーリーBD アルティメット・エディション」のみ収録。「日本公開版」の映像にフジテレビ・BD版ver.1を合わせ、吹き替えの存在しない部分「全部」を追加収録したもの。フジテレビ版に存在していた「セリーナが録音機のボタンを押すシーン」はカットされている。 |
| ポリス・ストーリー/香港国際警察             | BD版ver.1                                                                    | ○           | 2012/12/07発売の「ポリス・ストーリーBD アルティメット・エディション」のみ収録。新規キャストで「香港公開版」を全編新規収録したもの。 |
| ポリス・ストーリー/香港国際警察             | BD版ver.2                                                                    | ○           | 2012/12/07発売の「ポリス・ストーリーBD アルティメット・エディション」のみ収録。「日本公開版」の映像にBD版ver.1を合わせ、吹き替えの存在しない部分「全部」を追加収録したもの。 |
| 香港発活劇エクスプレス 大福星               | 日本テレビ版                                                                 | ○           | 『水曜ロードショー』にて初放送。ソフト収録はBDと2012/12/07発売の「大福星 日本語吹替収録版DVD」のみ。初放送で放送された際のセリフ「ウスノロ」が後に問題となり、再放送やソフトではカットされている。『五福星』とは放送局も製作スタッフも違うため水島裕のサモ・ハン・キンポーと石丸ジャッキー以外は配役総替え。正月1作目として放送された。 |
| サンダーアーム/龍兄虎弟                     | フジテレビ版                                                                 | ×           | 『ゴールデン洋画劇場』にて初放送。リバイバル国際版を元に作られている。 |
| サンダーアーム/龍兄虎弟                     | テレビ朝日版                                                                 | ×           | 『日曜洋画劇場』にて初放送。日本公開版を元に作られている。 |
| サンダーアーム/龍兄虎弟                     | DVD・BD版                                                                    | ○           | ソフト収録はBDと2012/12/07発売の「サンダーアーム 日本語吹替収録版DVD」のみ。香港公開版を元に作られている。 |
| プロジェクトA2/史上最大の標的               | フジテレビ版                                                                 | ○           | 『ゴールデン洋画劇場』にて初放送。こちらは1作目とは違い、最初から2時間枠で放送されたため、テレビ用のものはカット版しか存在しない。ソフト収録は2014/11/26発売の「プロジェクトA2/史上最大の標的 エクストリーム・エディション Blu-ray」のみ。 |
| プロジェクトA2/史上最大の標的               | DVD・BD版                                                                    | ○           | ソフト収録はBDと2012/12/07発売の「プロジェクトA2 日本語吹替収録版DVD」のみ。 |
| サイクロンZ                                 | ビデオ版                                                                     | ○           | DVD・BDソフト収録はBDと2012/12/07発売の「サイクロンZ 日本語吹替収録版DVD」のみ。なおユン・ピョウが精神病院に通うシーンの吹き替えは、BDの特典映像である復刻日本公開版のみ収録。テレビでも初回放映時からビデオ版吹き替えが流用された最初の作品。この作品以降、ソフトで発売される新作ジャッキー映画のほとんどに吹き替えが入るようになる。 |
| ポリス・ストーリー2/九龍の眼                | ビデオ版                                                                     | ○           | 『ゴールデン洋画劇場』にて初放送。ソフトは「ポリス・ストーリー トリロジー ブルーレイBOX〈完全日本語吹替版〉」のみ収録 |
| ポリス・ストーリー2/九龍の眼                | DVD・BD版                                                                    | ○           | ソフト収録はパラマウントより発売のDVD・BDのみ。 |
| 奇蹟/ミラクル                               | ビデオ版                                                                     | ○           | パイオニアより発売のDVD以外のDVD・BDには収録。なおビデオ版は日本公開版を元に作られており、DVDは日本公開版よりも長い香港公開版なので、一部は字幕対応。 |
| 奇蹟/ミラクル                               | WOWOW版                                                                      | ×           | ビデオ版にDVD・BDで字幕対応になる部分に追加収録を行い『吹替補完版』として放送したもの。 |
| ジャッキー・チェンの醒拳                    | 劇場公開版                                                                   | ○           | 劇場公開時から吹き替え版で上映され、劇場版で初めて石丸ジャッキーを配役した作品。 |
| ジャッキー・チェンの醒拳                    | 日本テレビ版                                                                 | ×           | 『土曜映画劇場』にて初放送。深夜枠放映。劇場公開の時点で既に全長版から60分程にカットされた短縮版であり、テレビ放映も初回から90分枠で製作・放送されたため、リピート放送はほとんどされない。 |
| 新ポリス・ストーリー Pom Pom                | ビデオ版                                                                     | ○           | ジャッキーはカメオ出演で5秒弱の出番であり、一言しか話さないが石丸が担当している。『新ポリス・ストーリー』とは無関係。 |
| レッド・ドラゴン/新・怒りの鉄拳             | TBS版                                                                        | ×           | TBSで深夜に放送。初公開全長版を元に作られている。 |
| レッド・ドラゴン/新・怒りの鉄拳             | ビデオ版                                                                     | ○           | 香港リバイバル公開版を元に作られている。 |
| プロジェクト・イーグル                      | ビデオ版                                                                     | ○           | DVD・BDソフト収録はBDと2012/12/07発売の「プロジェクト・イーグル 日本語吹替収録版DVD」のみ。 |
| プロジェクト・イーグル                      | フジテレビ版                                                                 | ×           | 『ゴールデン洋画劇場』にて初放送。 |
| プロジェクト・イーグル                      | テレビ朝日版                                                                 | ×           | 『日曜洋画劇場』にて初放送。 |
| 七福星                                      | テレビ東京版                                                                 | ○           | 『木曜洋画劇場』にて初放送。ソフト収録はBDと2012/12/07発売の「七福星 日本語吹替収録版DVD」のみ。 |
| 七福星                                      | WOWOW版                                                                      | ×           | 上記の吹替版の放送当時カットされた部分に追加収録を行い『吹替補完版』として放送したもの。 |
| 炎の大捜査線                                | ビデオ版                                                                     | ○           | |
| ツイン・ドラゴン                            | ビデオ版                                                                     | ○           | ソフト収録はエクストリーム・エディション Blu-rayと2014/11/12発売の「ツイン・ドラゴン デジタル・リマスター版DVD」のみ。 |
| ツイン・ドラゴン                            | フジテレビ版                                                                 | ○           | 『ゴールデン洋画劇場』にて初放送。ソフト収録は2014/2/12発売の「ツイン・ドラゴン エクストリーム・エディション Blu-ray」のみ。 |
| ツイン・ドラゴン                            | テレビ朝日版                                                                 | ○           | 『日曜洋画劇場』にて初放送。ソフト収録は2014/2/12発売の「ツイン・ドラゴン エクストリーム・エディション Blu-ray」のみ。 |
| ポリス・ストーリー3                         | ビデオ版                                                                     | ○           | パイオニアより発売のDVD以外のDVD・BDには収録。DVD・BDは香港版の本編を使用しており、日本公開時にカットされた中盤覚せい剤を勧める数秒のシーンのみ字幕処理されていたが、ポリス・ストーリー トリロジー ブルーレイBOX〈完全日本語吹替版〉にて追加収録された。 |
| シティーハンター                            | ビデオ版                                                                     | ○           | |
| 新ポリス・ストーリー                        | ビデオ版                                                                     | ○           | パイオニアより発売のDVD以外のDVD・BDには収録。 |
| 新ポリス・ストーリー                        | フジテレビ版                                                                 | ×           | 『ゴールデン洋画劇場』にて初放送。 |
| プロジェクトS                               | ビデオ版                                                                     | ×           | 全国ネットでの地上波未放送。 |
| 酔拳2                                       | ビデオ版                                                                     | ○           | |
| 酔拳2                                       | フジテレビ版                                                                 | ○           | 『ゴールデン洋画劇場』にて初放送。民放での再放送はフジテレビ版が流用されている。また、前作と同じく枠内に収めるよう編集しているため、辻褄を合わせるために台詞を独自のものにしている。ソフト収録は2018/10/3発売の「酔拳2 HDデジタル・リマスター ブルーレイ アルティメット・コレクターズ・エディション」のみ。 |
| デッドヒート                                | ビデオ版                                                                     | ○           | |
| レッド・ブロンクス                          | ビデオ版                                                                     | ○           | |
| レッド・ブロンクス                          | フジテレビ版                                                                 | ×           | 『ゴールデン洋画劇場』にて初放送。初回放映の際、来日したジャッキーが録音スタジオを訪れ、自身の役を日本語で吹き替えているシーンが放映されているが、本編では未使用。 |
| レッド・ブロンクス                          | テレビ東京版                                                                 | ×           | 『木曜洋画劇場』にて初放送。北米公開版を元に作られている。北米公開版はアジア版として日本国内でもDVDが発売されているが、未収録である。 |
| ファイナル・プロジェクト                    | ビデオ版                                                                     | ○           | |
| ファイナル・プロジェクト                    | フジテレビ版                                                                 | ×           | 『ゴールデン洋画劇場』にて初放送。 |
| ナイスガイ                                  | ビデオ・DVD版                                                                | ○           | |
| ナイスガイ                                  | 日本テレビ版                                                                 | ○           | ソフト収録は2019/12/18発売の「ナイスガイ HDデジタル・リマスター版 ブルーレイ アルティメット・コレクターズ・エディション（2枚組）」のみ。 |
| アラン・スミシー・フィルム                  | ビデオ版                                                                     | ○           | 全国ネットでの地上波未放送。 |
| WHO AM I?                                   | ビデオ・DVD版                                                                | ○           | |
| WHO AM I?                                   | テレビ朝日・WOWOW版                                                          | ×           | 『日曜洋画劇場』にて初放送。2021年に放送当時のカット部分を追加収録した『吹替補完版』をWOWOWにて放送。 |
| WHO AM I?                                   | テレビ東京版                                                                 | ×           | 『木曜洋画劇場』にて初放送。 |
| ラッシュアワー                              | ビデオ・DVD版                                                                | ○           | |
| ラッシュアワー                              | 飛行機内上映版                                                               | ×           | |
| ゴージャス                                  | ビデオ・DVD版                                                                | ○           | パイオニアより発売のDVDのみ収録。日本公開版を元に作られている。 |
| ゴージャス                                  | テレビ東京版                                                                 | ○           | ポニーキャニオンより発売のDVD・BDのみ収録。香港公開版を元に作られている。もともとはソフト収録のために作られた吹替えだが、ソフト発売よりも前にテレビで放送されている。 |
| 喜劇王                                      | ビデオ版                                                                     | ○           | 全国ネットでの地上波未放送。 |
| ジェネックス・コップ                        | ビデオ・DVD版                                                                | ○           | 全国ネットでの地上波未放送。 |
| シャンハイ・ヌーン                          | ビデオ・DVD版                                                                | ○           | |
| シャンハイ・ヌーン                          | テレビ朝日版                                                                 | ×           | |
| アクシデンタル・スパイ                      | ビデオ・DVD版                                                                | ○           | |
| アクシデンタル・スパイ                      | テレビ朝日版                                                                 | ×           | |
| ラッシュアワー2                             | ビデオ・DVD版                                                                | ○           | テレビで放送される際は、1作目のハイライトを冒頭に追加することがある。このハイライトは2種類存在するが、どちらも石丸がリー捜査官役でナレーションを担当。 |
| タキシード                                  | 劇場公開版                                                                   | ○           | |
| シャンハイ・ナイト                          | 劇場公開版                                                                   | ○           | |
| ツインズ・エフェクト                        | ビデオ・DVD版                                                                | ○           | |
| メダリオン                                  | ビデオ・DVD版                                                                | ○           | |
| 80デイズ                                    | 劇場公開版                                                                   | ○           | ソフトにも流用されているが、日本公開版のエンディング主題歌は使用されておらず、完全な流用というわけではない。 |
| 80デイズ                                    | テレビ東京版                                                                 | ×           | 劇場公開版の石丸以外の声を新規録音したもの。 |
| 香港国際警察/NEW POLICE STORY               | ビデオ・DVD版                                                                | ○           | |
| 花都大戦 ツインズ・エフェクトII             | DVD版                                                                        | ○           | |
| THE MYTH/神話                               | DVD版                                                                        | ○           | |
| プロジェクトBB                              | DVD版                                                                        | ○           | 石丸ジャッキーの他にマイケル・ホイ＝広川太一郎、ユン・ピョウ＝古谷徹の吹き替えがセールスポイントのひとつとなった。 |
| ラッシュアワー3                             | DVD版                                                                        | ○           | |
| ラッシュアワー3                             | DVD・日本テレビ・テレビ朝日版                                                | ×           | DVD版に未公開シーンと別EDを追加し、その部分を追加録音したもの。DVDには未公開シーンと別EDが特典収録されているが、当該シーンの吹き替えは収録されていない。日本テレビでの放送の際に未公開シーンの吹替えの追加が、テレビ朝日での放送の際に別EDの吹替えの追加が行われた。 |
| ドラゴン・キングダム                        | DVD・BD版                                                                    | ○           | |
| 新宿インシデント                            | DVD・BD版                                                                    | ○           | |
| ジャッキー・チェン・アドベンチャー          | アニマックス版(26話まで)、トゥーン・ディズニー(現：ディズニーXD)版(27話以降) | ×           | アニメ本編のジャッキーとエンディングのジャッキー自身が答える質問コーナーのどちらも吹き替えている。ソフト未発売。 |
| 死闘伝説ZERO                                | ビデオ・LD版                                                                 | ◯           | ジャッキーのロー・ウェイ時代の出演作を強引に編集した名場面集的な作品で、本編は字幕だが、つなぎのボイスオーバーナレーションを石丸が担当。 |
| ジャッキー・チェン マイ・スタント           | ビデオ版                                                                     | ×           | ビデオ全2巻に渡りジャッキー自身がスタントの裏側を見せてくれる内容で、石丸はジャッキー自身ではなくナレーション。 |
| カンフー・キッド                            | DVD版                                                                        | ○           | 本人役として出演。 |
| ベスト・キッド                              | 劇場公開版                                                                   | ○           | |
| ダブル・ミッション                          | DVD・BD版                                                                    | ○           | |
| ラスト・ソルジャー                          | DVD・BD版                                                                    | ○           | |
| 新少林寺/SHAOLIN                            | 劇場公開版                                                                   | ○           | |
| 1911                                        | 劇場公開版                                                                   | ○           | |
| ライジング・ドラゴン                        | 劇場公開版                                                                   | ○           | |
| ポリス・ストーリー/レジェンド               | 劇場公開版                                                                   | ○           | |
| ファイアー・レスキュー                      | DVD・BD版                                                                    | ○           | 本人役として出演。 |
| ドラゴン・ブレイド                          | 劇場公開版                                                                   | ○           | |
| レイルロード・タイガー                      | 劇場公開版                                                                   | ○           | |
| スキップ・トレース                          | 劇場公開版                                                                   | ○           | |
| カンフー・ヨガ                              | 劇場公開版                                                                   | ○           | |
| ポリス・ストーリー REBORN                   | DVD・BD版                                                                    | ○           | |
| ザ・フォーリナー/復讐者                     | DVD・BD版                                                                    | ○           | |
| ナイト・オブ・シャドー 魔法拳               | 劇場公開版                                                                   | ○           | |
| クライマーズ                                | DVD・BD版                                                                    | ○           | |
| プロジェクトV                               | DVD・BD版                                                                    | ○           | |
| レジェンド・オブ・ドラゴン 鉄仮面と龍の秘宝 | DVD・BD版                                                                    | ◯           | |
| プロジェクトX-トラクション                  | 配信版                                                                       | ×           | |
| ライド・オン                                | 劇場公開版                                                                   |             | |
| カンフー・パンダ                            | 劇場公開版                                                                   | ○           | マスターモンキー役。 |
| カンフー・パンダ2                           | 劇場公開版                                                                   | ○           | マスターモンキー役。 |
| カンフー・パンダ3                           | 劇場公開版                                                                   | ○           | マスターモンキー役。 |
| レゴニンジャゴー ザ・ムービー               | 劇場公開版                                                                   | ○           | 店主役。 |
| 弩裏威夢拳                                  | 劇場公開版                                                                   | ×           | キリンビールのCM企画「のどごし夢のドリーム第4弾カンフースター篇」の一環として製作された短編映画。2013/6/3に行われたCM製作発表イベントで上映された他、Youtubeでも公開されている。CMでのジャッキーの声も担当している。 |
| 星のドラゴンクエストテレビCMメイキング      |                                                                              | ×           | ジャッキーが起用されたテレビCMのメイキング映像。『星のドラゴンクエスト』公式サイトで限定公開されていた。CMでは石丸はナレーションを担当している。 |
| アナザーストーリーズ 運命の分岐点           |                                                                              | ×           | 同番組の『香港パワー!ジャッキー旋風 世界を駆け巡る』という回でのジャッキーの吹替を担当。 |

- エヴァン・C・キム
  - V（トニー）※日本テレビ版
  - ケンタッキー・フライド・ムービー（ルー）※ソフト版
  - 戦場（カウボーイ）
  - ダーティハリー5（アル・クワン）

#### 映画
- アーリャマーン EPISODE I 帝国の勇者（ホーシン）
- 愛と欲望の街/上海セレナーデ（ジョージ・ラム）
- 悪魔のいけにえ（ジェリー）※テレビ東京版
- 悪魔の植物人間（トニー）
- 悪魔の棲む家（ジミー）
- 悪魔の沼（バック〈ロバート・イングランド〉）
- 悪魔のワルツ（リチャード）
- アマゾネス対ドラゴン（アル）
- アメリカン・グラフィティ（ボブ・ファルファ〈ハリソン・フォード〉）※フジテレビ版
- アンツィオ大作戦（リチャードソン〈マーク・ダモン〉）※テレビ朝日版
- 1941（ルーミス・バークヘッド大尉〈ティム・マシスン〉）※TBS版
- イルカの日（ラリー）※テレビ朝日版
- イントゥ・ザ・ワイルド（ロン・フランツ〈ハル・ホルブルック〉）
- ウィロー（フランジーン〈リック・オーヴァートン〉）※ソフト版
- ウォリアーズ（ヴァーミン）
- エイリアンシリーズ
  - エイリアン2（スコット・ゴーマン中尉〈ウィリアム・ホープ〉）※テレビ朝日特別編版
  - エイリアン3（アーロン〈ラルフ・ブラウン〉）※フジテレビ版
  - エイリアン4（ディスティファノ〈レイモンド・クルス〉）※フジテレビ版
- SF地底からの侵略/無差別襲撃!戦慄の殺人有機ガス（アンディ）
- エマニエル夫人（イヴ）※テレビ朝日版
- エリックの青春
- L.A.大捜査線/狼たちの街（リチャード・チャンス〈ウィリアム・ピーターセン〉）
- オール・ユー・ニード・イズ・キャッシュ〜金こそすべて　四人もアイドル（ロン・ナスティ〈ニール・イネス〉）
- 狼男アメリカン（ジェラルド・ブリングスリー）
- 狼 男たちの挽歌・最終章（リー〈ダニー・リー〉）※ソフト版
- 狼たちの午後（医者）
- お葬式だよ全員集合!（フランク・スカンラン〈ウィリアム・ピーターセン〉）
- カリフォルニア・ドリーミング（テナー）
- ガンバス（ルーク）※VHS版
- カンフーキッド2/悪ガキ6人衆（ワン・ローパ）※VHS版
- ガンマン無頼（ジム・サリヴァン〈アルベルト・デラクア〉[102]）※テレビ東京版
- キャリー（モートン〈バリー・シャバカ・ヘンリー[103]〉）
- 恐怖の人食い魚群（ウォーレン）
- キョンシー（ヤウ〈アンソニー・チェン〉）
- クラウド アトラス（ティモシー・キャベンディッシュ 他〈ジム・ブロードベント〉）
- 刑事ニコ/法の死角（サルバノ）※TBS版
- ケンタッキー・フライド・ムービー（シェルドン・グルンウォルド〈デヴィッド・ザッカー〉、「危険を求める男」のホスト）※ソフト版
- ゴーン・ガール（ビル・ダン）
- コッチおじさん（ヴィンス・ペリン）
- ゴッド・ギャンブラー2（マイケル・チャン〈アンディ・ラウ〉）※VHS版
- ゴッドファーザー PART II（ジェンコ〈フランク・シベロ〉）※日本テレビ版
- ゴリラの復讐（ジョーイ・マシューズ〈キャメロン・ミッチェル〉）※テレビ版2
- 最後のインディアン（イレヴン・スノーフレーク）
- 最前線物語（ビンチ〈ボビー・ディ・シッコ〉）※TBS版
- サウンド・オブ・ミュージック（ロルフ〈ダニエル・トゥルーヒット〉）※テレビ朝日版
- ザ・カンニング IQ=0（グラフィティ）
- ザ・サバイバー（マッケンナ〈チャック・ノリス〉）
- サザン・コンフォート/ブラボー小隊 恐怖の脱出（シムズ）※毎日放送版
- ザ・デイ・アフター
- ザ・バンカー/巨大地下要塞（マイラス二等兵）
- ザ・フラッシュシリーズ（バリー・アレン〈ジョン・ウェズリー・シップ〉）※VHS版
  - ザ・フラッシュ
  - ザ・フラッシュ2
  - ザ・フラッシュ3
- ザ・ラスト・マーセナリー[104]
- サルバドル/遥かなる日々
- ザ・ロック（トム・バクスター少佐〈デヴィッド・モース〉）※ソフト版
- 地獄のヒーロー グラウンド・ゼロ（メイフィールド大統領〈ロバート・ユーリック〉）
- 七人の特命隊（マッケンジー中尉）
- 少林寺（色空）※日本テレビ版
- 真説モンキーカンフー（アートン）
- スーパーエージェント 美女奪還大作戦!!（ニコラス）
- 嵩山少林寺
- スカーフェイス（マニー・リベラ〈スティーヴン・バウアー〉）※テレビ朝日版
- ストリート・オブ・ファイヤー（レイヴン〈ウィレム・デフォー〉）※フジテレビ版
- スパイダー（ゲイリー・ソーンジ〈マイケル・ウィンコット〉）※ソフト版
- スペースバンパイア ※テレビ朝日旧録版
- スラップ・ショット（デイヴ・カールソン）※フジテレビ版
- 潜水艦X-1号（中尉〈キース・アレクサンダー〉）
- 戦慄の狼男（トム・ジュニア〈ジョン・デイヴィス・チャンドラー〉）
- 空飛ぶ十字剣（レオン・タン）
- ゾンビ（ロジャー・デマルコ〈スコット・H・ライニガー〉）
- ダーティハリー3（ラロ〈マイケル・カバナー〉）
- 大侵略（アルウッド大尉）
- ダイ・ハード（ハリー・ハリス〈ハート・ボックナー〉）※テレビ朝日版
- 太陽にかける橋/ペーパー・タイガー（ハロク）
- 脱出（クイーン保安官代理）※テレビ朝日版
- 007/リビング・デイライツ（カムラン〈アート・マリック〉）※TBS版
- タワーリング・インフェルノ（ロジャー・シモンズ〈リチャード・チェンバレン〉）※日本テレビ版
- チェイス・フロム・ビヨンド（ハウ）
- チキ・チキ・バン・バン（おもちゃ職人〈ベニー・ヒル〉）※ソフト版
- ティーン・ウルフ（ミック）
- ディック・トレイシー（フラットトップ〈ウィリアム・フォーサイス〉）
- デスドール（ポール）
- デス・レース2000年（ネロ・ライオン〈マーティン・コーヴ〉）
- デッドチェイス'90・地獄のハイウェイ（マッキノン〈ウィリアム・ハバード・ナイト〉）
- デビルズ・ゾーン（ジェリー[105]）
- デューン/砂の惑星（声A）※日本テレビ版
- テラーピーク（パトリック）
- テン（ドナルド〈ブライアン・デネヒー〉）
- 天山回廊 ザ・シルクロード（マオ〈ツイ・シウミン〉）
- テンプルちゃんの小公女（ジェニファー・ハミルトン〈リチャード・グリーン〉）
- ドラゴン危機一発（ウォン）
- ドラゴン太極拳（岳明刀）
- DRAGONBALL EVOLUTION（悟飯〈ランダル・ダク・キム〉）
- ドリーム・チーム（ビリー・コーフィールド〈マイケル・キートン〉）
- ナイト・オブ・ザ・リビングデッド（マクレランド保安官〈ジョージ・コサナ〉[106]）
- 南部の唄（ブレア・フォックス、ナレーション）※ブエナ・ビスタ版
- バーニング
- バック・トゥ・ザ・フューチャー（ゴールディ・ウィルソン〈ドナルド・フュリラブ〉）※フジテレビ版
- バックドラフト（スティーブン・マカフレイ〈カート・ラッセル〉）※ソフト版
- ハドソン・ホーク（ダーウィン・メイフラワー〈リチャード・E・グラント〉）※日本テレビ版
- パニック・イン・スタジアム（ジェフリー）※日本テレビ版
- パノラマン/時空少年旅行（クロマ大王）
- ハロー・ドーリー!（アンブローズ・ケンパー）※TBS版
- ビートルジュース（オーソ〈グレン・シャディックス〉）
- ピノキオ（ヴォルペ〈ロブ・シュナイダー〉）
- ビバリーヒルズ・コップ（マイキー〈ジェームズ・ルッソ〉）※テレビ朝日版
- 飛龍伝説オメガクエスト（デヴィッド・コー〈テディ・ロビン・クァン〉）
- 昼下りの決斗（ヘック・ロングツリー）
- ピンク・キャデラック（リッキーZ〈ジェフリー・ルイス〉）※ソフト版
- 風雲 ストームライダーズ（文丑々）
- フットルース（チャック・クランストン）※フジテレビ版
- ブルース・ブラザース（ファービュラス）※フジテレビ旧録版
- ブルー・ハワイ（ピンポン）※LD版
- プロムナイト（ルー）
- ベイブ/都会へ行く（スヌープ）※日本テレビ版
- ベルサイユのばら（ベルナール）
- ヘルナイト（セス〈ヴィンセント・ヴァン・パタン〉）
- ボディ・パーツ（レモ・レイシー〈ブラッド・ドゥーリフ〉）
- マシンガン・パニック/笑う警官（ケン・ヴィッケリー〈グレゴリー・シエラ〉）
- マッドマックス（ジョニー・ザ・ボーイ）
- マペットの夢みるハリウッド（バーニー〈ドム・デルイーズ〉）※LD版
- ミッドナイトクロス（サム）※TBS版
- ミュータント・タートルズ（ケイシー・ジョーンズ〈イライアス・コティーズ〉）※VHS版
- ヤングガン（パット・ギャレット〈パトリック・ウェイン〉）
- 幽幻道士3（盛天文〈クウ・クワンツォン〉、チン）
- 幽幻道士4（青龍〈クウ・クワンツォン〉）
- ラスト・キョンシー（白オジサン〈リー・ハイシン〉）
- 龍の忍者（孫靖〈コナン・リー）
- ロサンゼルス大地震（スティーヴ・ウィンスロー〈ダン・ラウリア〉）
- ロボコップ（ジョー・コックス）※テレビ朝日版
- ロボコップ2（キューザック市長）※20世紀フォックス版
- ロング・ライダーズ（ボブ・ヤンガー〈ロバート・キャラダイン〉）
- ワイルド・ギース（ソニー・マルティネリ）
- ワイルド・ブリット（フランク〈ジャッキー・チュン〉）
- わが心のボルチモア（イジー・カーク〈ケヴィン・ポラック〉）

#### ドラマ
- アメリカン・ヒーロー #41（ダク・ハンプトン〈ジャドソン・スコット〉）
- アリー my Love（スティーブン〈ジム・オハイア〉）
- アンダーカバー・ボス3 社長潜入調査
- F/X ザ・シリーズ（ロリー・タイラー〈キャメロン・ダッド〉）
- エレメンタリー2 ホームズ&ワトソン in NY（オーストリア・パトリック本部長）
- 俺がハマーだ! シーズン1 #7（清掃員ヤマモト）
- 俺たち賞金稼ぎ!!フォール・ガイ シーズン2 #15（ジョー・オハラ〈トニー・カーティス〉）
- 恐竜家族
- 刑事コロンボシリーズ
  - 殺人処方箋（トミー〈アンソニー・ジェームズ〉）※日本テレビ版
  - 悪の温室（フレデリック・ウィルソン刑事〈ボブ・ディッシー〉）※日本テレビ版
- 刑事スタスキー&ハッチ シーズン1 #17（キム）
- 刑事ナッシュ・ブリッジス（ユリシーズ〈ゲイリー・グラハム〉）
- こちらブルームーン探偵社 シーズン2 #5（レザーコートのギャング〈ビリー・ドラゴ〉）
- 昏睡病棟 -COMA-（ヒルサイド教授〈リチャード・ドレイファス〉）
- CSI:3 科学捜査班（ジョージ・スターク〈ジェフ・ペリー〉）
- CSI:4 科学捜査班（カイル・グッド〈D・B・スウィーニー〉）
- CSI:マイアミ5（ハンク・アサートン〈パトリック・キャシディ〉）
- シークレット・サークル（カルバン）
- ジェシカおばさんの事件簿
  - オカルト騎手は夜走る（ドリアン）
  - 白バラをスパイに贈れ（ブルーナー）
  - 広告とるのも命がけ（ハワード〈ジェフ・コナウェイ〉）
- 私立探偵マグナム シーズン1 #8（ミッチ・コールドウェル）
- 新アウターリミッツ（ボラミアー）
- 新エアーウルフ 復讐編（マジョー・マイク・リバース〈ジェレント・W・デービス〉）
- スーパーナチュラル8
- スターゲイト SG-1（サイモン〈デイビット・マクナリー〉）
- ストライクバック:極秘ミッション
- 潜行刑事ダン（ダン〈デヴィッド・キャシディ〉）
- 狙撃者/ボーン・アイデンティティ（カルロス、ダンジュー〈ジェームズ・フォークナー〉）※ソフト版
- DALLAS/スキャンダラス・シティ（クリフ・バーンズ〈ケン・カーチュバル〉）
- 地上最強の美女たち!チャーリーズ・エンジェル
  - シーズン1 #1（エディ・ダーコ）、#7（リッキー）
  - シーズン2 #23（フレディ）
  - シーズン3 #3（ポール・フェリーノ〈ホルスト・ブッフホルツ〉）
- 超音速攻撃ヘリ エアーウルフ
  - シーズン1 #9（リード）
  - シーズン2 #12（トルゴヴィッチ）
  - シーズン3 #5（ハフマン）、#17（JJ・ホリス）
- TVキャスター マーフィー・ブラウン（ケラー博士〈ジョン・サンダーフォード〉）
- 特捜刑事マイアミ・バイス
  - シーズン1 #3（ジェイク・エステバン）、#17（ラウル・エスカバー）
  - シーズン2 #21（フック船長〈リチャード・ベルザー〉）
  - シーズン4 #6（フランチェスコ・クルーズ〈フランチェスコ・クイン〉）
- ドクタークイン 大西部の女医物語（イーガン大佐、イザック・フランケル、モリス弁護士）
- 特攻野郎Aチーム
  - シーズン2 #9（ジェイム・コリンズ）、#17（アル・ドリスコル）、#19（マーカス）
  - シーズン5 #13（ジョーイ・バローニ〈ボビー・ディ・シッコ〉）
- ナイトライダー シーズン3 #18（ジョー・フリン〈クリストファー・マクドナルド〉）
- ナイトライダー NEXT パイロット版（ラムジー保安官〈クリス・マルケイ〉）
- NUMBERS 天才数学者の事件ファイル（ラリー・フラインハート〈ピーター・マクニコル〉）
- 南北戦争物語 愛と自由への大地（ジェームズ・ハントゥーン）
- パレスガード（トミー・ローガン〈D・W・モフェット〉）
- ハローアインシュタイン 遥かなる宇宙へのメッセージ（マルセル・グロスマン、カール・ウィグナー）
- 犯罪捜査官ネイビーファイル（ホルバース海軍中佐）
- THE FLASH/フラッシュ（ジェームズ・ジェシー / トリックスター〈マーク・ハミル〉）
- フルハウス（ディック〈マーク・リン・ベイカー〉）
- 冒険野郎マクガイバー（アンガス・マクガイバー〈リチャード・ディーン・アンダーソン〉）
- マウンテン・ウォーズ/ホライズン高校物語（ピーター・スカボロー〈ジョー・ランドー〉）
- 名探偵モンク2（カイル・ウルフ〈ブラッド・ホーキンス〉）
- THE MENTALIST メンタリストの捜査ファイル2（ノア・ランダウ〈ポール・ベン＝ヴィクター〉）
- モンスターズ シーズン1 #15（ネルソン）、#16（ブラックマン博士）
- 来来!キョンシーズ（浩雲〈クウ・クワンツォン〉）
- ルーツ（オモロ）※ソフト版
- わんぱくフリッパー シーズン1 #30（エディ）※VHS版

#### アニメ
- ザ・シンプソンズ（ライオネル・ハーツ、ダフマン、バーニー・ガンベル〈代役〉 他）
- 時光代理人 -LINK CLICK-（劉思文〈リウ・スーウェン〉）
- ターザン（ナレーション）
- チップとデールの大作戦（キーウィ酋長、父親）
- テイルスピン（ドン・カルナージ）
- トムとジェリーの大冒険（ロビンのパパ）
- トランスフォーマーシリーズ
  - トランスフォーマー ザ・ムービー（ロディマスコンボイ / ホットロディマス）
  - 戦え!超ロボット生命体トランスフォーマー2010（ロディマスコンボイ / ホットロディマス）
  - トランスフォーマー アニメイテッド（ロディマス）
- まんが宇宙大作戦（モンゴメリー・スコット）
- ミュータント・タートルズ（東和ビデオ版）（ケイシー・ジョーンズ、フィーツ）
- ホートン ふしぎな世界のダレダーレ（モートン）
- マスター・ファイブの秘密（マスターモンキー）※原語版ではジャッキー・チェンの息子ジェイシー・チェンが担当している。
- ロボコップ THE ANIMATION（ジェディ）
- わんぱくダック夢冒険（ランチパッド・マクワック）※テレビ東京版、バンダイ版

#### 人形劇
- サンダーバード 劇場版（スコット・トレーシー）※民放テレビ版

### 特撮
1966年
- 忍者部隊月光（藤田青年） - 「石出博昭」名義

1971年
- 仮面ライダー（ショッカー科学者、工事現場作業員、刑務所の看守〈ノンクレジット〉）

1975年
- ウルトラマンレオ（第40話：中本先生）

1984年
- ウルトラマン物語（ウルトラマンタロウの声）

2006年
- ウルトラマンメビウス（ウルトラマンタロウの声）
- ウルトラマンメビウス&ウルトラ兄弟（ウルトラマンタロウの声）

2007年
- 獣拳戦隊ゲキレンジャー（シャッキー・チェンの声）
- 獣拳戦隊ゲキレンジャースペシャルDVD ギュンギュン!拳聖大運動会（シャッキー・チェンの声）

2009年
- ウルトラマンメビウス外伝 ゴーストリバース（ウルトラマンタロウの声）
- 大怪獣バトル ウルトラ銀河伝説 THE MOVIE（ウルトラマンタロウの声）

2010年
- ウルトラマンゼロ THE MOVIE 超決戦!ベリアル銀河帝国（ウルトラマンタロウの声）

2013年
- ウルトラマンギンガ（ウルトラマンタロウ〈SD〉の声）
- 新ウルトラマン列伝（ウルトラマンタロウ〈SD〉の声）
- ウルトラマンギンガ 劇場スペシャル（ウルトラマンタロウ〈SD〉の声）

2014年
- ウルトラマンギンガS（ウルトラマンタロウ〈SD〉の声）
- ウルトラマンギンガ 劇場スペシャル ウルトラ怪獣☆ヒーロー大乱戦!（ウルトラマンタロウ〈SDI〉の声）

2019年
- ウルトラマンタイガ（ウルトラマンタロウの声）
- ウルトラギャラクシーファイト（2019年 - 2021年、ウルトラマンタロウの声） - 2シリーズ

2020年
- 劇場版 ウルトラマンタイガ ニュージェネクライマックス（ウルトラマンタロウの声）

### 人形劇
- プリンプリン物語（ウィリー、デルメンデルメン教授）

### 舞台
- 立て！マジンガーZ!!（2022年11月27日・12月3日、こくみん共済 coop ホール／スペース・ゼロ） - 兜甲児 役（声の出演）[109]

### ナレーション
- 快傑!ドクターランド（毎日放送制作・TBS系 後期ナレーター）
- ダウトをさがせ!
- 東京REMIX族（J-WAVE コーナーナレーション）
- R-TYPE（PCエンジン ハドソン ゲームソフト 1988年）
- ジャッキー・チェン（PCエンジン ハドソン ゲームソフト 1991年 CMナレーション）
- アルゴスの戦士 はちゃめちゃ大進撃（ファミリーコンピュータ テクモ ゲームソフト 1987年）
- レッドアリーマーII（ファミリーコンピュータ カプコン ゲームソフト 1992年）
- トリビアの泉 〜素晴らしきムダ知識〜（フジテレビ 2006年7月26日 副音声ナレーター）
- 木曜洋画劇場の次回予告・解説ナレーション（テレビ東京）※全てジャッキー・チェン主演映画で、ジャッキー・チェンの声で担当
  - 酔拳
  - レッド・ブロンクス
  - アクシデンタル・スパイ
  - メダリオン
  - ポリス・ストーリー/香港国際警察
  - タキシード
  - ドランクモンキー 酔拳（赤鼻のソウ役の青野武と共演）
- アシェット 週刊 鉄の城 マジンガーZ
- ポピー スタージンガー（玩具CMナレーション）
- バンダイ「DXウルトラマンライブパッド」（ウルトラマンタロウの声）
- バンダイ「鳥人戦隊ジェットマン・変身シリーズ」CM
- 東鳩（現・東ハト） 「超電子バイオマン」コーンスナックCM
- ナガサキヤ 「高速戦隊ターボレンジャー」食玩シリーズCM
- ライジング・ドラゴン（劇場版テレビスポットナレーション、ジャッキー・チェンの声で担当）
- プロジェクトBB（劇場版テレビスポットナレーション）
- 新少林寺/SHAOLIN（劇場版テレビスポットナレーション）
- 平成教育委員会（フジテレビ 出題ナレーター）
- 団塊スタイル
- ポッカ 暴暴茶（CMナレーション）[110]

### テレビドラマ
- 大江戸捜査網（12ch / 日活・三船プロ）
  - 第1シリーズ
    - 第25話「元禄ぐれん隊」（1971年）
    - 第45話「小判に秘めた恋」（1971年）

  - 第3シリーズ
    - 第4話「裁くのは俺だ!」（1973年） - 下っ引き・半次
    - 第36話「謎の連続誘拐事件」（1975年）
    - 第75話「狙われた密会」（1975年）
    - 第87話「殺人依頼の謎」（1975年）
    - 第177話「雨の朝江戸に死す」（1977年） - 盗賊一味
- 太陽にほえろ!（NTV / 東宝）
  - 第103話「狼を見た少年」（1974年） - 田沼
  - 第120話「拳銃の条件」（1974年） - 古谷
- 伝七捕物帳 第14話「誓いの舞扇」（1974年、NTV / ユニオン映画） - 喜之助
- 特別機動捜査隊  第683話「拝啓沖田総司さま」（1974年、NET / 東映） - 沖田
- 右門捕物帖 第46話「命いとおしく」（1975年、NET / 東映）
- 長崎犯科帳 第16話「帰って来た男」（1975年、NTV / ユニオン映画）
- 新五捕物帳 第2話「女白浪情けの牢破り」（1977年、NTV / ユニオン映画）

### その他の出演
- FNNスーパーニュース
- おしゃべりフォーマー「ロディマスコンボイ」（音声ギミック）
- シルシルミシルさんデー（2011年4月11日）ダンプトラックの声
- TVチャンピオン（テレビ東京）
  - 早食い世界一決定戦（ルドルフ・ジュリアーニ、ジョージ・シア）
  - 史上最速への道 早食い世界一決定戦（ルドルフ・ジュリアーニ、デイビット・オカルマ、応援席の客）
- トランスフォーマーテレフォン（ロディマスコンボイ）
- 日本テレビの副音声解説（アイパートナー）
  - 火曜サスペンス劇場
  - ドラマ・コンプレックス
  - 火曜ドラマゴールド
  - ヤングサスペンス「殺人偏差値70」
  - 仔犬のワルツ
  - 24時間テレビ 「愛は地球を救う」（スペシャルドラマの時間帯）
  - それいけ!アンパンマン（2008年4月4日 - 2023年3月31日）水谷優子・佐藤朱・羽佐間道夫が代役を務める例もあった（劇場版・クリスマススペシャル等）。ゲストキャラクターとして、本編にも出演。
  - まっすぐに智華子〜全盲の少女と家族の13年〜（2008年5月3日 STV製作全国ネット）
  - 金曜スーパープライム「スペシャルドラマ らんま1/2」（2011年12月9日）
  - 金曜ロードショー（邦画・特別ドラマ等）
- 「VitaminX Evolution Plus」聖帝学園紹介PV〜カンフー少年編〜（カンフー少年[111]）
- ますおかの完パケましょう お茶漬拳 -TEA RICE MONKEY-（永谷チェン〈長州小力〉の声）
- 来来キョンシーズDVD-BOX収録「道士の秘密技大図鑑」（特典映像） - ナレーション
- ウルトラシリーズ（ウルトラマンタロウの声）
  - ウルトラマンフェスティバル2013ライブステージ（2013年）
  - ウルトラマンフェスティバル2014 ライブステージ（2014年）
  - ウルトラマンフェスティバル2016ライブステージ（2016年）
  - ウルトラマンフェスティバル2019 ライブステージ（2019年）
  - ウルトラヒーローズEXPO 2020 ニューイヤーフェスティバル（2019年）
  - ウルトラマンフェスティバルONLINE（2020年）
- 警備業協会教育ビデオ 全5巻

株式会社アドホック（現株式会社フュートレックに吸収）が1990年代前半に制作した警備員育成用の教育ビデオ。本作は教育用だがドラマパートも多く、石丸はスーツ姿の顔出しで出演し、メインの進行役としてナビゲーターを務めていた。業務用の製品なので一般には市販されていない。

### 玩具
- ウルトラレプリカ メビウスブレス -ULTRA BROTHERS EDITION-（2024年3月）